# Pared
Una pared es una obra de albañilería vertical que limita un espacio arquitectónico. Su forma geométrica suele ser prismática y sus dimensiones horizontal (largo) y vertical (alto) son sensiblemente mayores que su espesor (ancho).

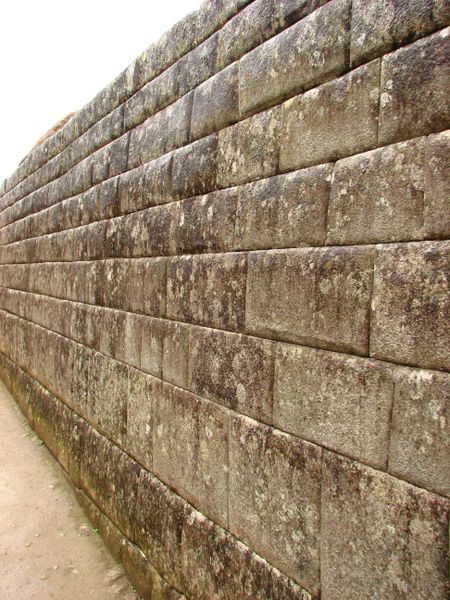
Pared de sillar regular.

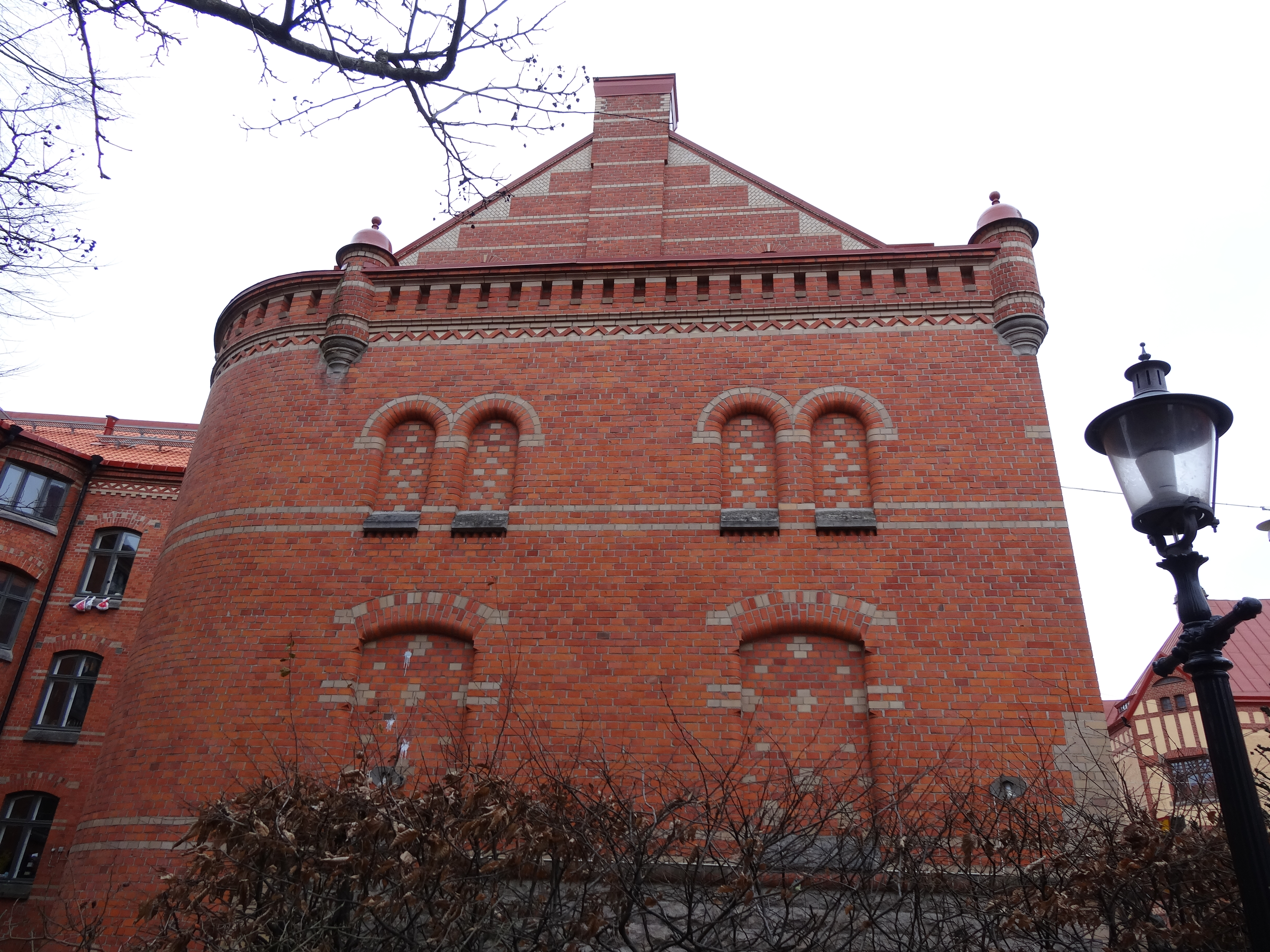
Edificio en el distrito de Haga, Gotemburgo, Suecia.

En construcción se suelen denominar muros si tienen función estructural, y tabiques si se utilizan para compartimentar espacios arquitectónicos.
Pueden construirse con diversos materiales, sin embargo, actualmente los materiales más empleados son el ladrillo y el cartón yeso, siendo menos frecuentes la madera y sus derivados. En determinadas zonas del planeta aún siguen empleándose técnicas ancestrales como las paredes de piedra, adobe o tapial. En climas más benignos, las paredes pueden elaborarse con materiales más ligeros, o estar conformadas por todo tipo de plantas (como la caña de bambú).
El caso de los cerramientos textiles, como los de las carpas o las tiendas de campaña, supondría el límite del concepto "pared", pues aunque seguirían cumpliendo las funciones de separación y protección, carecerían de la cualidad de rigidez inherente al concepto de pared.
Si la pared solo cumple la finalidad de división, normalmente se emplea ladrillo cerámico, bien macizo (en caso de fachadas) o hueco (en particiones interiores). En la actualidad, para divisiones interiores no estructurales, se emplea con mucha frecuencia también el cartón yeso, en forma de paneles anclados a un armazón interior, que puede ser de listones de madera (caso de las Balloon frame norteamericanas) o más comúnmente de perfiles plegados de acero. También es posible sustituir la placa de cartón yeso por planchas de madera o de algún derivado de la madera, como tableros de partículas, aglomerados, OSB, etc.
Si la pared tiene función estructural denomina pared maestra, muro portante o muro de carga. Las paredes o muros de hormigón casi nunca son solo un elemento delimitador, sino que comúnmente son también estructurales, soportando vigas, forjados o placas. También pueden hacerse paredes o muros portantes de bloques de hormigón o de ladrillo macizo, colocados con distintos aparejos, si bien existen paredes o muros de carga de otros materiales.
Las paredes suelen tener tratamientos superficiales de acabado. Las de ladrillo se revisten con morteros de cemento, cal o yeso, que posteriormente se pintan. Las paredes de cartón yeso solo necesitan pintura, mientras que las de madera normalmente se protegen con barnices. Asimismo, actualmente se encuentra en tendencia revestir las paredes con diferentes tipos de revestimientos decorativos de hormigón. El hormigón decorativo es un material muy resistente y duradero ante el paso del tiempo, humedades, calor, etc. por lo que es un material ideal para utilizar a la hora de revestir las paredes.

## Funciones
Los muros tienen la función de separar o delimitar espacialmente áreas (cerramiento ). La gente construye muros para protegerse. Deben preservar lo que es único y definir espacialmente la pertenencia. Todo muro puede así entenderse siempre como un postulado del “nosotros” frente a los “otros”: muros separados. La función protectora puede ser muy diversa: protección contra el viento, protección de la privacidad, protección contra fugas, protección contra entradas no autorizadas, protección contra la violencia, protección contra animales, protección contra inundaciones u otras fuerzas de la naturaleza, etc.
Como parte del armazón de un edificio, las paredes también ofrecen protección contra las influencias climáticas no deseadas, como el frío o el calor. Además, las paredes (particularmente en edificios) también pueden tener una función de soporte para toda la estructura, es decir, pueden ser componentes de carga y por lo tanto pertenecen a la estructura de carga de un edificio.

## Paredes de edificios
Los propósitos de las paredes en los edificios son soportar pisos y techos; encerrar un espacio como parte de la envolvente del edificio junto con un techo para dar forma a los edificios; y para proporcionar refugio y seguridad. Además, la pared puede albergar varios tipos de servicios públicos como cableado eléctrico o fontanería. La construcción de muros se divide en dos categorías básicas: "muros enmarcados" o "muros en masa". En muros entramados, la carga se transfiere a los cimientos a través de postes, columnas o montantes. Las paredes enmarcadas suelen tener tres o más componentes separados: los elementos estructurales (como montantes de 2×4 en la pared de una casa), aislamiento y elementos o superficies de acabado (como paneles de yeso o revestimiento de madera). Los muros de masa son de un material sólido que incluye mampostería, hormigón, incluida mampostería de piedra de encofrado deslizante, construcción de troncos, construcción de leña, adobe, tierra apisonada, mazorca, construcción con sacos de tierra, botellas, latas, construcción con pacas de paja y hielo. Las paredes pueden o no ser de plomo. Se requiere que las paredes cumplan con los códigos locales de construcción y/o contra incendios.
Hay tres métodos básicos para controlar la intrusión de agua en las paredes: almacenamiento de humedad, revestimiento drenado o revestimiento sellado en una cara. La retención de humedad es típico de los edificios de "muros macizos" de piedra y ladrillo, donde la humedad es absorbida y liberada por las paredes de la estructura misma. El revestimiento drenado también conocido como muros blindados se reconoce que la humedad penetrará en el revestimiento, por lo que una "barrera contra la humedad", como envoltura de casa o papel de fieltro dentro del revestimiento, proporciona una segunda línea de defensa y, a veces, un "plano de drenaje" o "aire" que permite un camino para que la humedad se drene y salga de la pared. A veces se proporciona ventilación además del plano de drenaje, como en la construcción de fachada ventilada. El sellado en la cara también llamado muro de barrera o barrera perfecta el revestimiento se basa en mantener una superficie libre de fugas del revestimiento. Algunos ejemplos de revestimientos con caras selladas son los primeros sistemas de acabado de aislamiento exterior, acristalamiento estructural, paneles revestidos de metal y metal corrugado.
Los muros de los edificios se convierten con frecuencia en obras de arte, externa e internamente, como cuando se presentan trabajos de mosaico o cuando se pintan murales en ellos; o como focos de diseño cuando exhiben texturas o acabados pintados para el efecto.

### Muro cortina

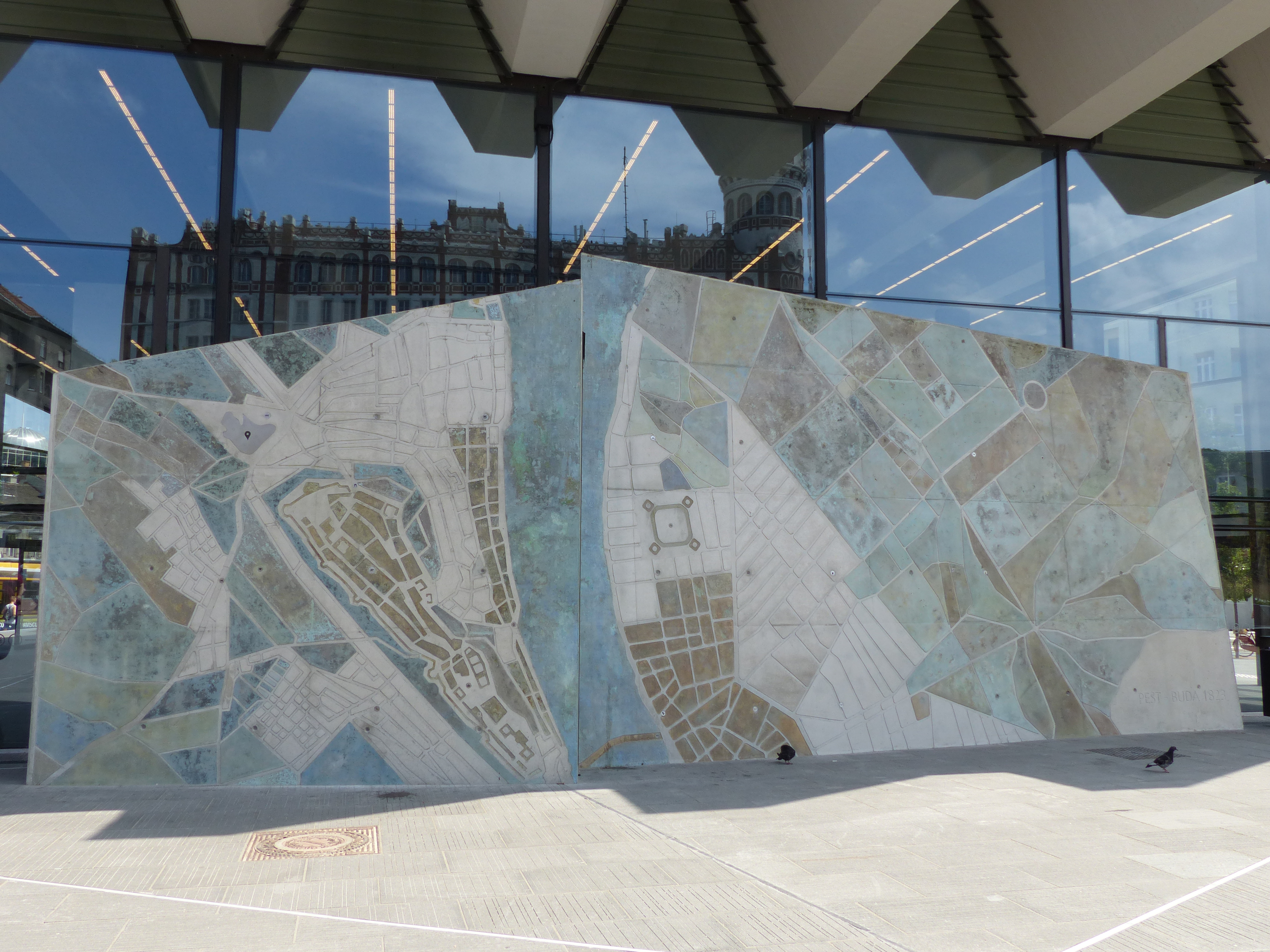
Arte mural en la Plaza Széll Kálmán de Budapest.

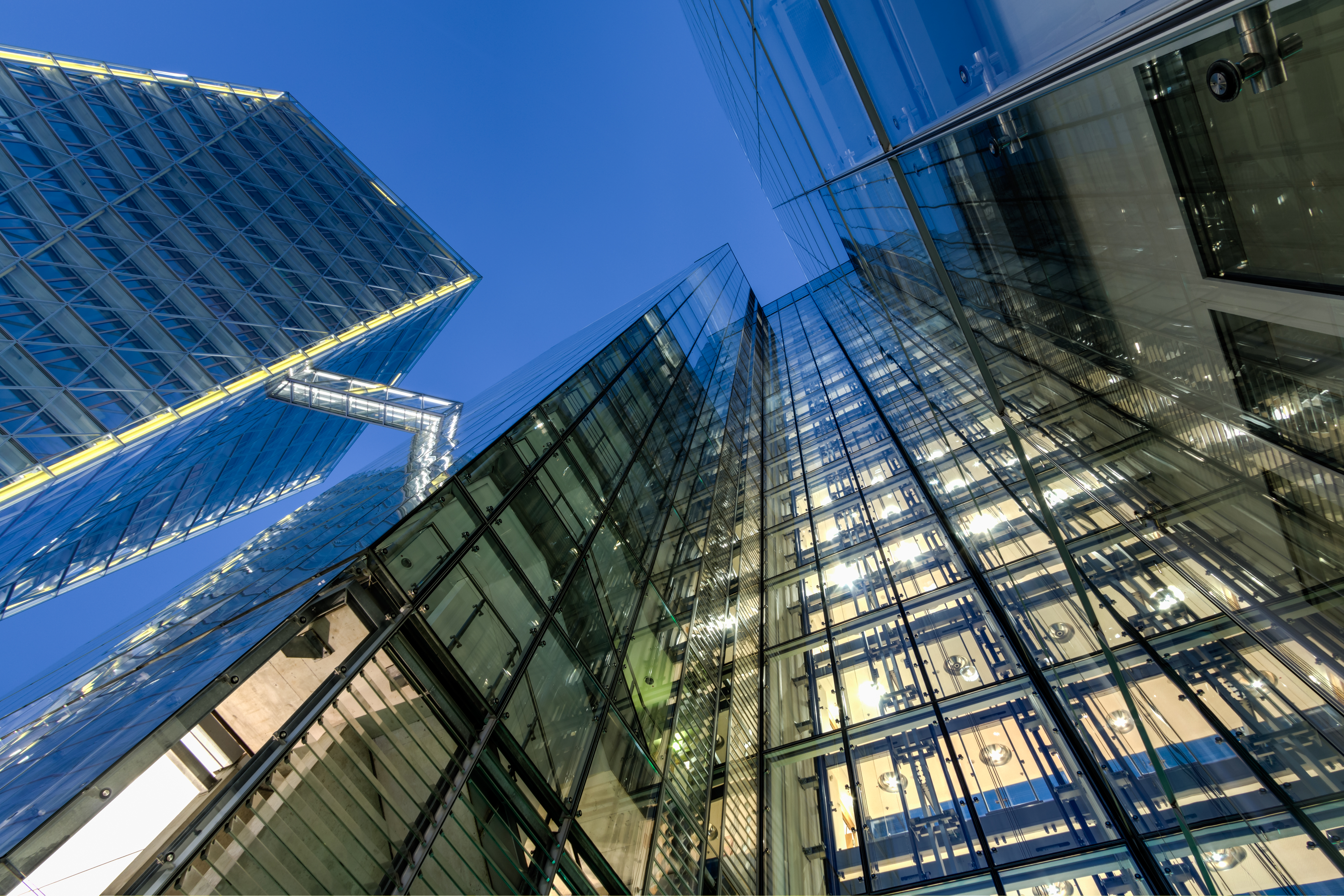
Muros cortina de vidrio en un rascacielos alemán contemporáneo

En arquitectura e ingeniería civil, el muro cortina se refiere a una fachada de edificio que no es muro de carga pero proporciona decoración, acabado, frente, fachada, o preservación histórica.

### Muro prefabricado
Los muros prefabricados son muros que han sido fabricados en una fábrica y luego enviados a donde se necesitan, listos para instalar. Es más rápido de instalar en comparación con el ladrillo y otras paredes y puede tener un costo menor en comparación con otros tipos de paredes. Las paredes prefabricadas son rentables en comparación con las paredes compuestas de ladrillos.

### Pared de parteluz
Los montantes son un sistema estructural que soporta la carga de la losa de piso sobre paneles prefabricados en todo el perímetro.

### Pared divisoria

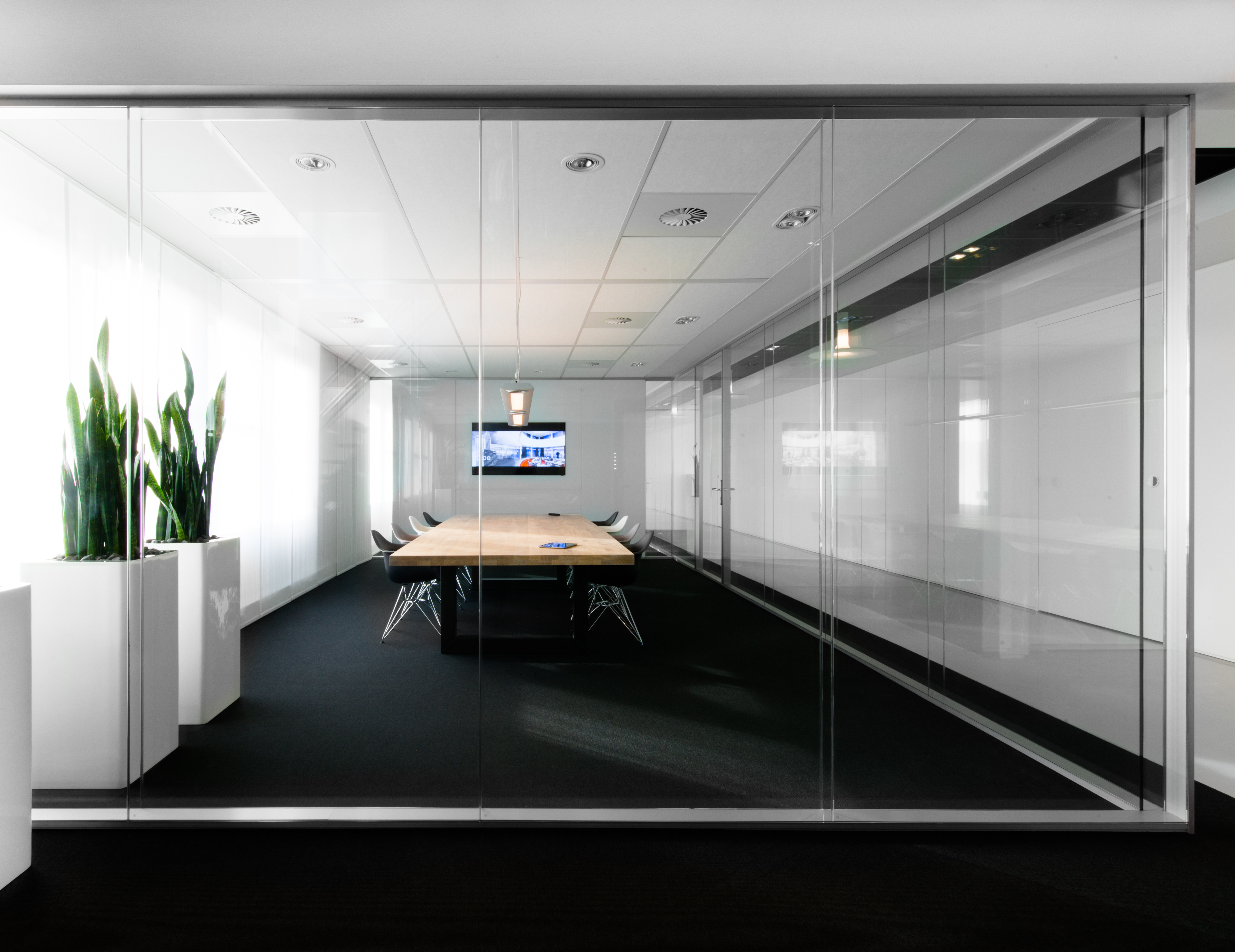
Tabique de vidrio espejado

Una pared divisoria es una pared generalmente delgada que se usa para separar o dividir una habitación, principalmente una preexistente. Los tabiques por lo general no son muro de carga, y pueden construirse con muchos materiales, incluidos paneles de acero, ladrillos, tela, plástico, paneles de yeso, madera, bloques de arcilla, terracota, unidad de mampostería de hormigón y vidrio.
Algunas paredes divisorias están hechas de láminas de vidrio. Los tabiques de vidrio son una serie de paneles individuales de vidrio templado montados en estructuras de madera o metal. Pueden suspenderse o deslizarse a lo largo de un robusto riel de techo de aluminio. El sistema no requiere el uso de una guía de piso, lo que permite una fácil operación y un umbral ininterrumpido.
Un tabique de madera consiste en un marco de madera, apoyado en el suelo o en las paredes laterales. La malla metálica y el yeso, debidamente colocados, forman un tabique reforzado. Las paredes divisorias construidas con tablero de respaldo de fibrocemento son populares como bases para alicatar en cocinas o en áreas húmedas como baños. La chapa galvanizada fijada a elementos de madera o acero se adopta mayoritariamente en obras de carácter temporal. Los tabiques simples o reforzados también pueden construirse con hormigón, incluidos los bloques de hormigón prefabricados. También se encuentran disponibles tabiques con estructura de metal. Esta partición consta de un riel (utilizado principalmente en la base y la cabeza de la partición) y montantes (secciones verticales fijadas en el riel, normalmente espaciadas a 24", 16" o 12").
Las particiones de paredes internas, también conocidas como particiones de oficinas, generalmente están hechas de paneles de yeso (paneles de yeso) o variedades de vidrio. El vidrio templado es una opción común, ya que el vidrio con bajo contenido de hierro (más conocido como "vidrio blanco óptico") aumenta la transmisión de la luz y el calor solar.
Las particiones de las paredes se construyen con cuentas y rieles que se cuelgan del techo o se fijan al suelo. Los paneles se insertan en el seguimiento y se fijan. Algunas variaciones de tabiques de pared especifican su clasificación de rendimiento acústico y resistencia al fuego.
Mamparas móviles
Las particiones móviles son paredes que se abren para unir dos o más habitaciones en una gran área de piso. Éstas incluyen:
- Deslizante: una serie de paneles que se deslizan en rieles fijados al suelo y al techo, puertas corredizas similares
- Puertas corredizas y plegables: similares a las puertas corredizas plegables, son buenas para espacios más pequeños
- Tabiques divisorios plegables: una serie de paneles entrelazados suspendidos de un riel superior que, cuando se extienden, brindan una separación acústica y, cuando se retraen, se apilan contra una pared, techo, armario o hueco en el techo.
- Pantallas: generalmente construidas de metal o marco de madera fijadas con madera contrachapada y aglomerado y sostenidas con patas para que se mantengan de pie y se muevan fácilmente
- Tubos y cortinas: los montantes fijos o telescópicos y los horizontales brindan un sistema de cortinas apoyado en el suelo con paneles removibles.

### Muro medianero
Los muros medianeros son paredes que separan parcelas, sobre las que hay mancomunidad  o  condominio. Proporcionan resistencia al fuego y resistencia al sonido entre los ocupantes de un edificio. La resistencia mínima al fuego y al sonido requerida para la pared medianera está determinada por un código de construcción y puede modificarse para adaptarse a una variedad de situaciones. La propiedad de dichos muros puede convertirse en un problema legal. No es un muro de carga y puede ser propiedad de diferentes personas.

### Muro de relleno
Un muro de relleno es el muro soportado que cierra el perímetro de un edificio construido con una estructura de entramado tridimensional.

### Muro de fuego
Los muros cortafuegos resisten la propagación del fuego dentro o, a veces, entre estructuras para proporcionar protección pasiva contra incendios. Un retraso en la propagación del fuego da a los ocupantes más tiempo para escapar y a los bomberos más tiempo para extinguir el fuego. Algunos muros cortafuegos permiten ensamblajes de ventanas resistentes al fuego, y están hechos de material no combustible, como hormigón, bloques de cemento, ladrillos o paneles de yeso resistentes al fuego. Las penetraciones de las paredes están selladas con materiales resistentes al fuego. Una puerta en un cortafuegos debe tener una puerta cortafuegos. Los muros cortafuegos brindan una resistencia variable a la propagación del fuego (por ejemplo, una, dos, tres o cuatro horas). Los cortafuegos también pueden actuar como barreras contra el humo cuando se construyen verticalmente desde la losa hasta la plataforma del techo y horizontalmente desde una pared exterior a otra pared exterior que subdivide un edificio en secciones.

### Muro cortante
Los muros de corte resisten fuerzas laterales, como en un terremoto o viento fuerte. Hay diferentes tipos de muros de corte como el muro de corte de placa de acero.

### Pared de rodilla
Las paredes de rodilla son paredes cortas que soportan vigas o agregan altura en las habitaciones del último piso de las casas. en una casa de un piso y medio, la pared de rodilla soporta el medio piso.

### Pared de cavidad
Las paredes de cavidad son paredes hechas con un espacio entre dos "pieles" para inhibir la transferencia de calor.

### Pared de ponis
La pared de ponis (o pared enana) es un término general para paredes cortas, como:
- Una media pared que solo se extiende parcialmente desde el suelo hasta el techo, sin soportar nada
- Una pared principal: una pared de hormigón que se extiende desde la losa de cimentación hasta la pared lisiada o las vigas del suelo.
- Una pared lisiada: una pared enmarcada desde la pared principal o losa de cimentación hasta las vigas del suelo

### Pared desmontable

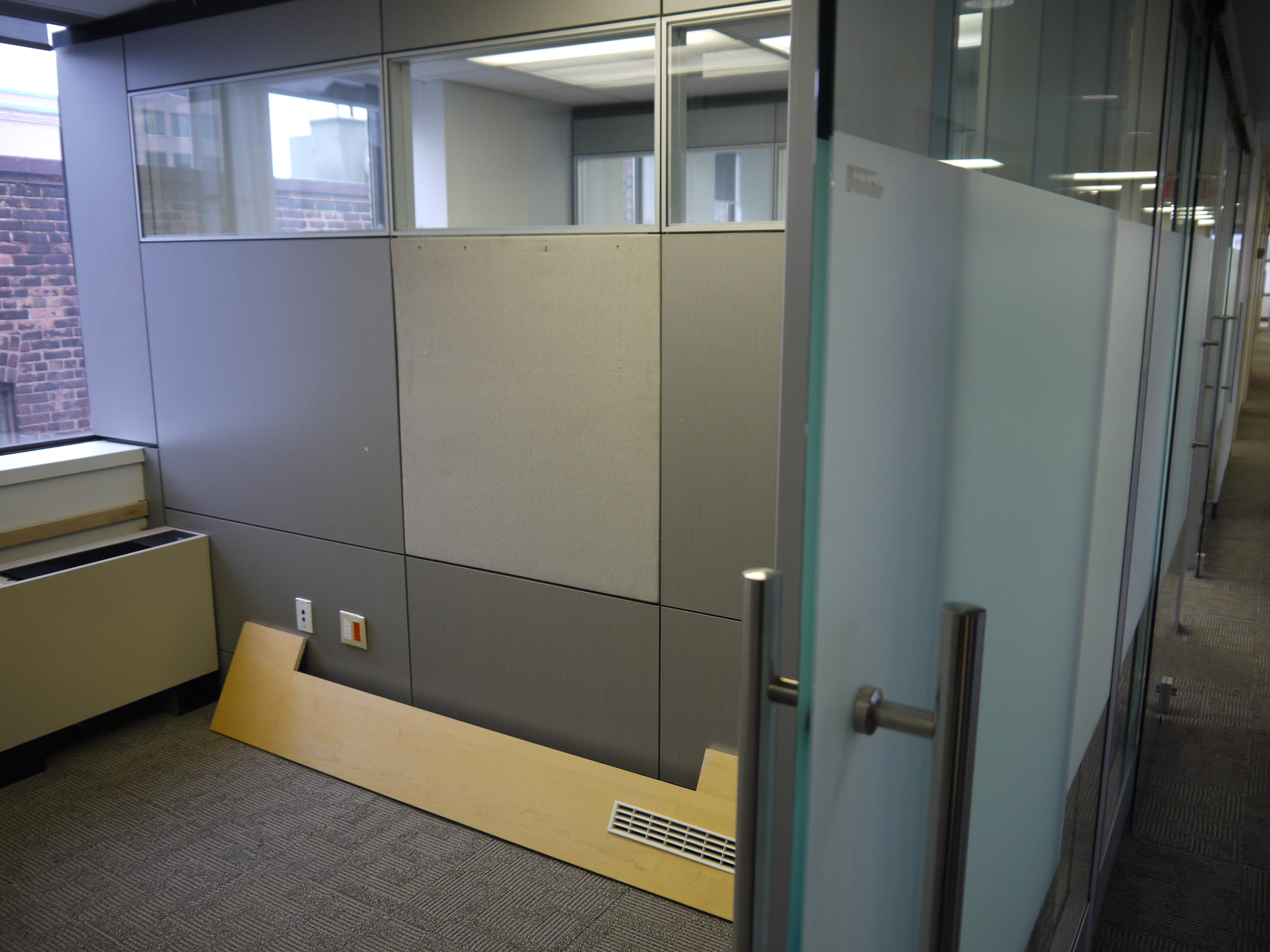
Pared y puerta desmontables en un edificio de oficinas

Las paredes desmontables se dividen en 3 tipos principales diferentes:
- Paredes de vidrio (paneles unidos o junta a tope),
- Paredes laminadas de tablero de partículas (esto también puede incluir otros acabados, como pizarras blancas, tablero de corcho, magnético, etc., por lo general todos en montantes de pared hechos a propósito)
- Paneles de yeso

### Energía solar
Una pared trombe en diseño de edificio solar pasivo actúa como un disipador de calor.

## Construcción naval
En un barco, una pared que separa los compartimentos principales se llama mamparo. Una pared más delgada entre las cabinas se llama tabique.

## Tipos de paredes
Se pueden distinguir los siguientes tipos de paredes:
- Pared colgante. La que está fuera de plomos o que se inclina de su parte superior.
- Pared de fábrica. La que está hecha con ladrillo o piedra labrada o sin labrar y mezcla de cal y arena.
- Pared escarpada. La que tiene mayor grueso por la parte inferior que por la superior, de suerte que vaya este continuamente disminuyéndose al paso que sube la pared.
- Pared maestra. Cualquiera de las principales y más gruesas que mantienen y sostienen el edificio.
- Pared mediana o medianera. La común a dos casas.
- Pared apiñonada. La pared testera de un edificio, la cual remata en punta y recibe el un extremo de la hilera de la armadura.
- Pared atizonada. La que se labra de sillares tizones, cuyo nombre doy a todo sillar que coge el grueso del muro.
- Pared de cerca. La que cierra un corral, jardín, huerta, etc.
- Pared de cimiento. La que está fundada dentro de tierra.
- Pared de guarismo. Pared de la escalera, en la cual se planta la barandilla y van señalados son los de acá guarismos los escalones.
- Pared de terraplén. La que sostiene un terraplén.
- Pared de traviesa. La que separa los cuartos de una casa, las casas de un mismo dueño, las capillas de una iglesia , etc.
- Pared en ala. Contrafuerte que se añade en cada lado de la salida o tronco de una chimenea en forma de ala o plano inclinado en su perfil, de manera que se va ensanchando a medida que se acerca al tejado.
- Pared horma. Pared de cal y canto.
- Pared testera. La que cierra el edificio y recibe la hilera de la armadura: cuando ésta lleva faldón, es la pared que le recibe.[10]